# Dominik Kubalík
Dominik Kubalík, född 21 augusti 1995, är en tjeckisk professionell ishockeyforward som spelar för Ottawa Senators i NHL.
Han har tidigare spelat för Chicago Blackhawks i NHL; HC Ambri-Piotta i Nationalliga A (NLA); HC Plzeň i Extraliga samt Sudbury Wolves och Kitchener Rangers i Ontario Hockey League (OHL).
Kubalík draftades av Los Angeles Kings i sjunde rundan i 2013 års draft som 191:a spelare totalt.

## Statistik
| 2011–2012        | HC Plzeň 1929      | Extraliga        | 8   | 1  | 0  | 1   | 0  | —  | — | —  | —  | —  |
| 2012–2013        | Sudbury Wolves     | OHL              | 67  | 17 | 17 | 34  | 25 | 9  | 3 | 3  | 6  | 4  |
| 2013–2014        | Sudbury Wolves     | OHL              | 36  | 13 | 10 | 23  | 35 | —  | — | —  | —  | —  |
|                  | Kitchener Rangers  | OHL              | 23  | 5  | 1  | 6   | 11 | —  | — | —  | —  | —  |
| 2014–2015        | HC Škoda Plzeň     | Extraliga        | 35  | 3  | 4  | 7   | 35 | 4  | 1 | 1  | 2  | 2  |
|                  | BK Havlíčkův Brod  | 2. liga          | 4   | 1  | 1  | 2   | 4  | —  | — | —  | —  | —  |
| 2015–2016        | HC Škoda Plzeň     | Extraliga        | 48  | 25 | 15 | 40  | 20 | 11 | 1 | 3  | 4  | 8  |
| 2016–2017        | HC Škoda Plzeň     | Extraliga        | 51  | 29 | 19 | 48  | 22 | 11 | 3 | 2  | 5  | 2  |
| 2017–2018        | HC Ambri-Piotta    | NLA              | 25  | 10 | 17 | 27  | 39 | 10 | 1 | 6  | 7  | 4  |
|                  | HC Škoda Plzeň     | Extraliga        | 20  | 16 | 8  | 24  | 2  | —  | — | —  | —  | —  |
| 2018–2019        | HC Ambri-Piotta    | NLA              | 50  | 25 | 32 | 57  | 18 | 5  | 1 | 5  | 6  | 6  |
| 2019–2020        | Chicago Blackhawks | NHL              | 68  | 30 | 16 | 46  | 16 | 9  | 4 | 4  | 8  | 4  |
| 2020–2021        | Chicago Blackhawks | NHL              | 56  | 17 | 21 | 38  | 18 | —  | — | —  | —  | —  |
| 2021–2022        | Chicago Blackhawks | NHL              | 78  | 15 | 17 | 32  | 16 | —  | — | —  | —  | —  |
| 2022–2023        | Detroit Red Wings  | NHL              | 81  | 20 | 25 | 45  | 24 | —  | — | —  | —  | —  |
| NHL totalt       | NHL totalt         | NHL totalt       | 283 | 82 | 79 | 161 | 74 | 9  | 4 | 4  | 8  | 4  |
| NLA totalt       | NLA totalt         | NLA totalt       | 75  | 35 | 49 | 84  | 57 | 15 | 2 | 11 | 13 | 10 |
| Extraliga totalt | Extraliga totalt   | Extraliga totalt | 162 | 74 | 46 | 120 | 79 | 26 | 5 | 6  | 11 | 12 |
| OHL totalt       | OHL totalt         | OHL totalt       | 126 | 35 | 28 | 63  | 71 | 9  | 3 | 3  | 6  | 4  |

### Internationellt
| Källa: Uppdaterad: 2023-02-05 | Källa: Uppdaterad: 2023-02-05 | Källa: Uppdaterad: 2023-02-05 |         | Utv = Utvisningsminuter | Utv = Utvisningsminuter | Utv = Utvisningsminuter | Utv = Utvisningsminuter | Utv = Utvisningsminuter |
| År                            | Lag                           | Mästerskap                    | Matcher | Mål                     | Assists                 | Poäng                   | Utv                     |                         |
| ----------------------------- | ----------------------------- | ----------------------------- | ------- | ----------------------- | ----------------------- | ----------------------- | ----------------------- | ----------------------- |
| 2013                          | Tjeckien                      | U18                           | 5       | 0                       | 5                       | 5                       | 14                      |                         |
| 2015                          | Tjeckien                      | JVM                           | 5       | 1                       | 0                       | 1                       | 0                       |                         |
| 2018                          | Tjeckien                      | OS                            | 5       | 2                       | 0                       | 2                       | 2                       |                         |
| 2018                          | Tjeckien                      | VM                            | 8       | 3                       | 5                       | 8                       | 0                       |                         |
| 2019                          | Tjeckien                      | VM                            | 10      | 6                       | 6                       | 12                      | 0                       |                         |
| 2021                          | Tjeckien                      | VM                            | 7       | 3                       | 3                       | 6                       | 0                       |                         |
| Junior totalt                 | Junior totalt                 | Junior totalt                 | 10      | 1                       | 5                       | 6                       | 14                      |                         |
| Senior totalt                 | Senior totalt                 | Senior totalt                 | 30      | 14                      | 14                      | 28                      | 2                       |                         |